# Катеринівка (Звягельський район)
Катери́нівка — село в Україні, у Чижівській сільській територіальній громаді Звягельського району Житомирської області. Населення становить 167 осіб (2001).

## Географія
У межах села є 2 ставки загальною площею водного дзеркала 11,92 га.

## Історія
В 1906 році — Катеринівка, село Сербівської волості Новоград-Волинського повіту Волинської губернії, дворів 86, мешканців 190. Відстань від повітового міста 35 верст. від волості 10.
У 1923—54 роках — адміністративний центр Катеринівської сільської ради Ємільчинського району.
12 червня 2020 року, відповідно до розпорядження Кабінету Міністрів України № 711-р «Про визначення адміністративних центрів та затвердження територій територіальних громад Житомирської області», територію та населені пункти Варварівської сільської ради включено до складу Чижівської сільської територіальної громади Новоград-Волинського (згодом — Звягельський) району Житомирської області.